# Рудники Ісмаїл/М'Расма
Рудники Ісмаїл/М'Расма – колишнє гірничодобувне підприємство на північному сході Алжиру.
В районі на південний схід від міста Скікда знаходяться два рудні поля із ртутною імнералізацією – Ісмаїл з родовищами Рас-ель-Ма, Ісмаїл, Геніча (Guenicha) та М'Расма з родовищами М'Расма І-ІІ і Куд'ят-Сма. Ще в 19 столітті почав роботу рудник Рас-ель-Ма, який працював, хоч і з перервами, майже століття та був остаточно зупинений в 1949 році. За два десятки років по тому організували розробку інших родовищ району, при цьому потужність нових копалень набагато перевищувала досягнуту колись на Рас-ель-Ма.
Гірничодобувний комплекс почав роботу в 1974-му, коли виробили біля 500 тон ртуті. В 1975-му цей показник подвоївся, а в 1976-му досянув рекордного рівня біля 1050 тон ртуті. Далі відбулось падіння до рівня 240 – 270 тон, але в 1984-му змогли випустити біля 800 тон. 
В 1992 та 1993 роках виробництво ртуті в Алжирі склало 476 та 455 тон відповідно, при цьому потужність рудників М'Расма та Ісмаїл по руді оцінювалась у 30 тисяч тон та 26 тисяч тон відповідно. Руду для збагачення доправляли автотранспортом до розташованої неподалік Аззаби, а товарну продукцію експортували через порт Аннаба.
Нприкінці 2003-го виробництво зупинили для проведення відновлювальних робіт, проте сильні припливи води призвели до прийняття в 2006-му рішення про остаточне закриття рудника.
Наразі на місці кар’єрів Геніча та М'Расма виникли озера.